# باور عامیانه
در مطالعات فرهنگ مردم، باورهای عامیانه (به انگلیسی: Folk belief)، ژانر گسترده‌ای از فولکلور است که اغلب در روایات، سنت‌ها و رسوم، آیینها، روش غذایی، ضرب‌المثل‌ها و هم‌قافیه‌ها بیان می‌شود. همچنین شامل طیف گسترده‌ای از رفتارها، عبارت‌ها و باورها می‌شود. نمونه‌هایی از مفاهیم گنجانده‌شده در این ژانر عبارتند از: سحر و جادو، باورهای مردمی، دین عامیانه، نشانههای کاشت، هودو، طلسم، کار ریشه‌ای، تابوها، قصه‌های پیرزنان، فال، نشانه‌ها، فراطبیعی و طب سنتی.
باورهای عامیانه و رفتارهای مرتبط با آن در بین همه عناصر جامعه، صرف نظر از سطح تحصیلات و درآمد، به شدت دیده می‌شود. به نوبه خود، باور عامیانه در محیط‌های کشاورزی، حومه شهر و درون شهر به‌طور یکسان یافت می‌شود.